# Faringdon
Faringdon es una localidad británica perteneciente al Condado de Oxfordshire, 18 km al nordeste de Swindon. Tenía una población de 5.600 habitantes en 2001.
- Datos: Q663599
- Multimedia: Faringdon / Q663599